# Boissard
Boissard (en francès Buissard) és un municipi francès situat al departament dels Alts Alps i a la regió de Provença – Alps – Costa Blava.

## Demografia
| 1831                                       | 1962 | 1968 | 1975 | 1982 | 1990 | 1999 | 2006 | 2017 |
| ------------------------------------------ | ---- | ---- | ---- | ---- | ---- | ---- | ---- | ---- |
| 212                                        | 109  | 102  | 91   | 111  | 100  | 100  | 156  | 208  |
| Des de 1962: població sense dobles comptes |      |      |      |      |      |      |      |      |

## Administració
| Període   | Identitat          | Partit |
| --------- | ------------------ | ------ |
| 1995-2001 | Patrick Pellegrin  |        |
| 2001-2008 | Jean-Pierre Vallet |        |
| 2008-     | Charles Paravisini |        |